# Madame Thérèse
Madame Thérèse ist ein historischer Roman des französischen Autorenpaares Erckmann-Chatrian aus dem Jahr 1863.

## Inhalt

### Handlung und Personen
Es wird eine Episode aus dem Ersten Koalitionskrieg (1792–1797) geschildert. In Anstatt stoßen ein Detachement der französischen Revolutionstruppen und eine Abteilung österreichischer Truppen aufeinander. Die französischen Truppen unterliegen, müssen sich zurückziehen und viele Tote zurücklassen. Der menschenfreundliche Arzt Jakob Wagner rettet die schwer verwundete, bereits als tot angesehene Madame Thérèse, eine Marketenderin der Franzosen. Sie wird im Haus des Arztes versteckt und gesundgepflegt. Wagner wird deshalb bei den preußischen Behörden in Kaiserslautern als Jakobiner denunziert. Er wird jedoch von einem Freund gewarnt und bringt Thérèse und sich selbst angesichts der drohenden Verhaftung durch preußische Truppen heimlich ins Lager des französischen Generals Hoche bei Pirmasens in Sicherheit. Er arbeitet zunächst in Weißenburg/Wissembourg als Ambulanzarzt im Sanitätsdienst der Revolutionstruppen und kehrt nach dem endgültigen Sieg der Franzosen über die alliierten deutschen Truppen unter Feldmarschall von Wurmser am 22. Dezember 1793 bei Frœschwiller mit Madame Thérèse in seine Heimat zurück. Diese hat ihn inzwischen nicht nur für ihre freiheitlichen und republikanischen Ideen gewonnen, sondern auch sein Herz erobert.

### Weltbild
Erckmann ließ sich von Erzählungen seines Vaters und dessen Freunden über die "Französisierung" der ehemals nassauischen Exklave in Lothringen um die Orte Lixheim und Fénétrange/Finstingen zu diesem Roman inspirieren. Die Handlung spielt aber nicht in Lothringen, sondern in dem kleinen pfälzischen Dorf Anstatt "in den deutschen Vogesen". Reales Vorbild des Ortes ist möglicherweise Annweiler am Trifels, zur Lage Anstatts wird angegeben: 7 Meilen von  Kaiserslautern, 8 Meilen von Pirmasens und 5 Meilen von Landau. Historisches Vorbild für die militärischen Ereignisse ist möglicherweise das Geschehen rund um die Schlacht bei Kaiserslautern vom 28. bis 30. November 1793. Das friedliche Dorfleben wird von den Verfassern zunächst ausführlich und genauso realistisch beschrieben wie später der Einbruch des Kriegsgeschehens in diese Idylle, die revolutionäre Begeisterung der schlecht ausgerüsteten, aber heldenmütigen französischen Revolutionstruppen, das kriegerische Durcheinander und der Eindruck, den das ganze Geschehen auf den zehnjährigen Erzähler macht.
Madame Thérèse wird als Republikanerin und Ausländerin (schwarzhaarig, elegant und von feinem Charakter gegenüber den vorwiegend blonden und wohlgenährten pfälzischen Dorfbewohnern) geschildert. Sie symbolisiert ihr Vaterland Frankreich und kann als Tochter eines französischen Dorfschullehrers den kleinen Fritzel unterrichten und nicht zuletzt auch den Doktor Wagner von den Idealen der französischen Revolution (und damit Erckmann-Chatrians) überzeugen.

## Form
Erzähler ist der 10-jährige Neffe Wagners, der kleine Fritzel. Es handelt sich eher um eine längere Erzählung als um einen Roman mit einer Folge ausführlicher Gespräche und Diskussionen, die jedoch den Fortgang des Geschehens bildlich und in einfachen Worten verdeutlichen.

## Stellung in der Literaturgeschichte

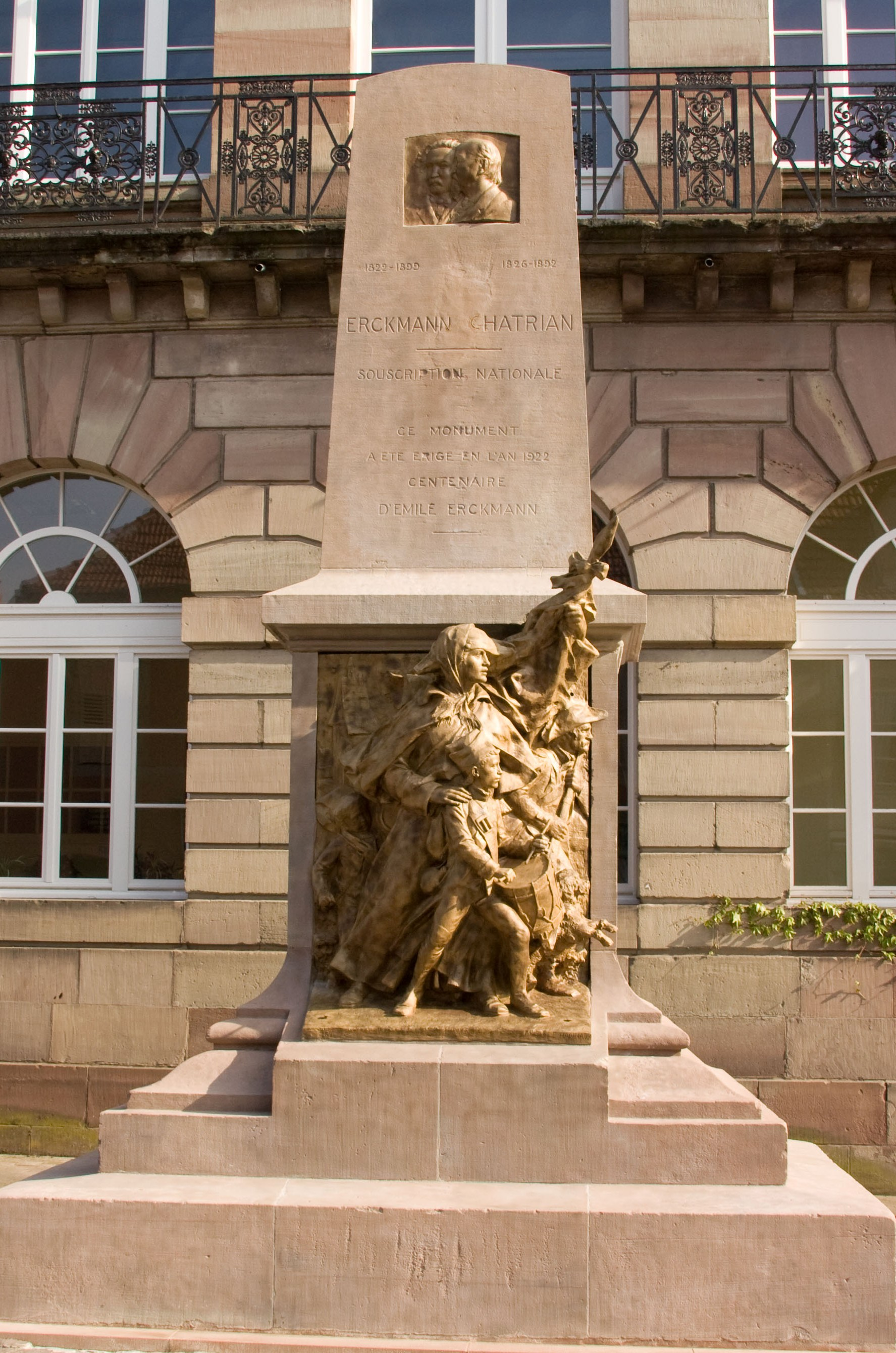
Erckmann-Chatrian-Denkmal in Phalsbourg

Madame Thérèse ist einer der erfolgreichsten aus der Reihe der Romans nationaux des französischen Autorenpaares. Mit dieser Romanfolge dokumentierten die Autoren ein Jahrhundert französischer Geschichte von 1775 bis 1875. Beide kannten aus ihren Familien und deren Bekanntenkreisen zahlreiche Veteranen der Revolutionskriege und der Napoleonischen Kriege und aus den Erinnerungen und Erzählungen dieser Bauern und Handwerker schöpften die beiden Autoren die Stoffe für ihre historischen Erzählungen und Romane. Gegen den zeitgenössischen französischen Feuilletonroman, in dem Geschichte nur als Quelle für spannende Anekdoten und interessante Persönlichkeiten benutzt wurde, und gegen den Anspruch des Zweiten Kaiserreichs unter Napoleon III., das Zeitalter der Revolutionen beendet zu haben, wollten Erckmann-Chatrian die anhaltende politische und gesellschaftliche Bedeutung der Ereignisse zu Beginn des 19. Jahrhunderts verdeutlichen.

## Rezeption
Madame Thérèse erschien zunächst zwischen dem 9. Juni und dem 4. Juli 1863 in 15 Folgen im Feuilleton der renommierten Pariser Zeitung Journal des Débats. Noch im gleichen Jahr wurde der Roman dann wegen seines großen Erfolges als Buch im Verlag von Pierre-Jules Hetzel veröffentlicht. Zwischen 1864 und 1881 erlebte er noch 13 Neuauflagen.
1882 wurde Madame Thérèse. Pièce historique et militaire en 5 actes in der Bearbeitung von Alexandre Chatrian am Théâtre du Châtelet in Paris uraufgeführt.
Eine Szene aus Madame Thérèse ist auf dem Bronzerelief am Sockel des Erckmann-Chatrian-Denkmals in Phalsbourg festgehalten: die Titelheldin schreitet vor der Trikolore mit ihrem jüngsten Bruder, dem Trommler Jean, ihrem Auftrag entgegen. Von den Falten ihres wehenden Gewandes halb verhüllt, schaut der kleine Fritzel hervor, der Erzähler der Geschichte.

### Textausgaben
- Madame Thérèse. Roman. Hetzel, Paris 1863 (französische Originalausgabe)
- Madame Thérèse. Roman. Manesse, Zürich 1997. ISBN 978-3717511199 (deutsche Ausgabe)

### Sekundärliteratur
- Georges Benoit-Guyod: La vie et l'œuvre d'Erckmann-Chatrian, in Jean-Jacques Pauvert (Hrsg.): Erckmann-Chatrian, Contes et romans nationaux et populaires, Band XIV. Pauvert & Hachette, Paris 1963 (Neuausgabe bei Éditions Serpenoise 1987. ISBN 2-87697-001-5)
- Nelda Michel: Nachwort S. 335–352 in Madame Thérèse. Roman. Manesse, Zürich 1997. ISBN 978-3717511199 (deutsche Ausgabe)
- Noëlle Benhamou (Hg.): Erckmann-Chatrian. Le Rocambole. Bulletin des Amis du Roman Populaire, Heft 47 (Sommer 2009). ISSN 0765-0507 bzw. ISSN 1253-5885 (in frz. Sprache)